# Hypochthoniella paludicola
Hypochthoniella paludicola är en kvalsterart som beskrevs av K. Fujikawa 1994. Hypochthoniella paludicola ingår i släktet Hypochthoniella och familjen Eniochthoniidae. Inga underarter finns listade i Catalogue of Life.